# Конформная циклическая космология
Конформная циклическая космология (англ. conformal cyclic cosmology или CCC) — космологическая модель, в рамках общей теории относительности, выдвинутая физиками Роджером Пенроузом и Ваагном Гурзадяном. В КЦК Вселенная проходит через бесконечные циклы, где в каждом предшествующем цикле (эоне) время в будущем стремится к бесконечности, что оказывается сингулярностью Большого взрыва для следующего. Предполагается, что массы всех частиц Вселенной с течением времени постоянно и неуклонно уменьшаются до нуля.